# كريستوفر سميث
كريستوفر سميث (بالإنجليزية: Chris Smith)‏ (30 يونيو 1981 دربي المملكة المتحدة - ) هو لاعب كرة قدم بريطاني يلعب كمدافع.

## وصلات خارجية
- كريستوفر سميث على موقع ميوزك برينز (الإنجليزية)
- كريستوفر سميث على موقع ديسكوغز (الإنجليزية)

كريستوفر سميث على موقع قاعدة بيانات كرة القدم.إي يو (الإنجليزية)
- كريستوفر سميث على موقع Soccerbase.com (لاعب) (الإنجليزية)
- كريستوفر سميث على موقع Soccerway.com (الإنجليزية)